# Nacarina pletorica
Nacarina pletorica is een insect uit de familie van de gaasvliegen (Chrysopidae), die tot de orde netvleugeligen (Neuroptera) behoort. 
Nacarina pletorica is voor het eerst wetenschappelijk beschreven door Navás in 1919.